# Enas Mekky
Enas Mekky (anhörenⓘ arabisch إيناس مكي, DMG Īnās Makkī, * 14. Januar 1973 in Ouargla, Algerien) ist eine  ägyptische Schauspielerin und die ältere Schwester des Schauspielers Ahmed Mekky.

## Karriere
Mekky wurde in den 1990er Jahren bekannt und ist vor allem als ausländisches Mädchen und Moderatorin in der Comedy-Show „Nas Wanas“ bekannt. Zu den Werken, an denen sie mitgewirkt hat, gehört der Film „Der siebte Sinn“. Die Serie „Ich werde nicht im Dschilbab meines Vaters leben“ und sie spielte in dem Stück „Verrückt nach Menschen“.

## Filme
- Rklam 2012
- Respected only a quarter 2010
- The Seventh Sense 2005
- Cholesterol Free 2005 - Labneh, Ayoub's neighbor
- Prince of Darkness 2002
- Hello America (film) 2000
- No Blame, Dabis 2000 - Safa, Social Supervisor
- Fish and Four Sharks 1997 - Harmony, Tarif's Wife
- Hot Night 1996-The Girl of the Night
- Fugitive to Prison 1995
- The Sea Laughs Why 1995
- Al-Sagha 1994
- The Octopus Woman 1993 - Fifi
- Man in Trouble 1991
- Zaman Al-Jadaan 1991 - Rasha
- Danger 1990
- Kebab Wan

## Serien
| - Es war einmal 2012 - Kostbarer als mein Leben 2010 - Enger Akkord 2009 - Tayara Warak 2008 - Al-Arif Billah 2008 - Wand des Herzens 2008 | - Private Detective 2007 - King Farouk 2007 - Vegetable Market 2006 - Ali Ya Wika 2006 - Smoke War 2004 - The Country of the Beloved 2002 | - Awan El Ward 2000 - Suleiman's Dreams 1999 - Hold the Wood 1998 - Al-Qunfud 1997 - Twin 1997 | - I Will Not Live in My Father’s Jilbab 1996 - Saken Qasadi Part 1, 2 1995, 1996 - The Secret of the Absent 1994 - The Fox 1993 - Mossad employee - The Halawani Gate c 1 1992 | - Layali El Helmeya c 4 1992 - Nas Wanas Part 1, 2 1989 - Resolution - Nas Keda and Keda - The Stream of Life takes us |

## Theaterstücke
| - People like this 2009 - Barhouma and Kila Al-Barumah 2007 - Chick in the Trap 1999 - Sahlab 1992 | - Bashwish 1990 - Doloa Ya Beh 1986 - Enlighten Ya Pasha 1983 - Madness of Mankind |

## Sonstiges
- Latif Zamaneh: Radio serie 2010
- Alashan Khater Masr: Radio Serie 2010 - (Produzieren)
- The Confused Heart: A TV Evening 1994